# Radošina
Radošina es un municipio del distrito de Topoľčany en la región de Nitra, Eslovaquia, con una población estimada a final del año 2024 de 1855 habitantes.
Se encuentra ubicado al norte de la región, cerca del río Nitra (cuenca hidrográfica del Danubio) y de la frontera con las regiones de Trnava y Trenčín.

## Demografía
| Año        | 1994 | 2004    | 2014    | 2024    |
| ---------- | ---- | ------- | ------- | ------- |
| Población  | 2025 | 1975    | 1963    | 1855    |
| Diferencia |      | −2,46 % | −0,60 % | −5,50 % |

| Año        | 2023 | 2024    |
| ---------- | ---- | ------- |
| Población  | 1862 | 1855    |
| Diferencia |      | −0,37 % |